# Myrtle Beach Bowl 2021
Match précédent Match suivant
Le Myrtle Beach Bowl 2021 est un match de football américain de niveau universitaire joué après la saison régulière de 2021, le 20 décembre 2021 au Brooks Stadium situé à Conway dans l'État de la Caroline du Sud aux États-Unis.
Il s'agit de la 2e édition du Myrtle Beach  Bowl et le match met en présence l'équipe des Monarchs d'Old Dominion issue de la Conference USA et l'équipe des Golden Hurricane de Tulsa issue de la American Athletic Conference.
Il débute à 20 h 30 locales et est retransmis à la télévision par ESPN.
Tulsa gagne le match sur le score de 30 à 17.

## Présentation du match
Il s'agit de la première rencontre entre ces deux équipes.
| Équipes | Conférences | Entraîneurs            | Stats. saison rég. | Classements avant le bowl | Classements avant le bowl | Classements avant le bowl |
| --- | ----------- | ---------------------- | ------------------ | ------------------------- | ------------------------- | ------------------------- |
| Équipes | Conférences | Entraîneurs            | Stats. saison rég. | CFP                       | AP                        | Coaches                   |
| Monarchs d'Old Dominion                                                                                      | C-USA       | Ricky Rahne (en)       | 6-6                | NC                        | NC                        | NC                        |
| Golden Hurricane de Tulsa                                                                                    | AAC         | Philip Montgomery (en) | 6-6                | NC                        | NC                        | NC                        |
| * Arbitre : Cal McNeill (Mountain West) ; - Équipe donnée favorite par les bookmakers : Tulsa par 9½ points. |             |                        |                    |                           |                           |                           |

### Monarchs d'Old Dominion
Avec un bilan global en saison régulière de 6 victoires et 6 défaites (5-3 en matchs de conférence), Old Dominion est éligible et accepte l'invitation pour participer au Myrtle Bowl de 2021.
Ils terminent 3e de la Division Est de la Conference USA derrière Western Kentucky et Marshall.
À l'issue de la saison 2020, ils n'apparaissent pas dans les classements CFP, AP et Coaches.
Il s'agit de leur première apparition au Myrtle Beach Bowl.

### Golden Hurricane de Tulsa
Avec un bilan global en saison régulière de 6 victoires et 6 défaites (en matchs de conférence), Tulsa est éligible et accepte l'invitation pour participer au Myrtle Bowl de 2021.
Ils terminent 5e de l'American Athletic Conference derrière #4 Cincinnati, #20 Houston, UCF et East Carolina.
À l'issue de la saison 2020, ils n'apparaissent pas dans les classements CFP, AP et Coaches.
Il s'agit de leur première apparition au Myrtle Beach  Bowll.

## Lien Externe
- (en) Site Officiel